# Challenger 1
FV4030/4 Challenger 1 ili kraće Challenger 1, je britanski glavni borbeni tenk koji je britanska vojska koristila od 1983. do sredine 1990-ih kada je tenk zamijenjen naprednijom verzijom - Challenger 2.
Trenutno taj tenk koristi jordanska vojska kao glavni borbeni tenk, nakon jačih modifikacija na njemu. Tako su jordanski Challenger 1 tenkovi nadograđeni na Challenger 2 standard.

## Povijest
Challenger 1 proizvodila je britanska vojna industrija Royal Ordnance Factories - ROF. 1986. godine je ROF Leeds preuzeo tvrtku Vickers Defence Systems (kasnije preimenovana u Alvis Vickers). Dizajn tenka izradila je tvrtka Military Vehicles and Engineering Establishment - MVEE, iz grada Chobhama u pokrajini Surrey.
Povijest tenk veže se uz 1974. kada je Iran od britanske tvrtke Royal Ordnance Factories naručio tenkove pod nazivom SHIR, kao poboljšanu verziju tadašnjeg tenka Chieftain. To su bili Chieftain Mk5(P)- FV4030/1, FV4030/2 Shir (Lion) 1 i 4030/3 Shir 2. Nakon što je iranski šah svrgnut s vlasti i početkom Iranske revolucije 1979. godine, došlo je do kolapsa projekta koji je u Velikoj Britaniji bio poznat pod kodnim imenom MBT80.
Svejedno, tenk je nastavila razvijati tvrtka MVEE s ciljem da tenk zadovolji zapadnoeuropske zahtjeve, dok je klijent tenka postala vojska Velike Britanije kojoj su prvi primjerci predani 1983. Također, velik dio tenkova prodan je i Jordanu pod nazivom KHALID.
Kratko vrijeme tenk je nosio naziv Cheviot, prije nego što je postao Challenger, a ime je preuzeto od jednog tenka iz 2. svjetskog rata.

## Karakteristike
Najrevolucionarniji aspekt Challenger 1 tenka bio je Chobham oklop koji je pružao daleko superiorniju zaštitu od monolitnog homogenog oklopa koji je bio standardan u tenkovima. Taj oklop usvojen je od drugih tenkova, od kojih je najpoznatiji M1 Abrams.
Također, hidropneumatski ovjes pruža odlične performanse za vožnju u cross-country uvjetima te kontrolu pri protivničkim udarcima u tenk.
Glavno oružje tenka je 120 mm top sličan onome na Leopardu 2. Kao dodatno naoružanje, na kupolu su postavljene dvije 7,62 mm strojnice. Tenk je pokretao Dieselov motor Rolls-Royce CV12 snage 895 kW (1200 KS), dok mu je najveća brzina bila 56 km/h, uz domet od 450 km.

## Testiranje
Challenger 1 natjecao se 1987. na kanadskom javnom natječaju za kupnju novog tenka za potrebe kanadske vojske. Uz postojeći britanski tenk, natjecali su se i francuski Leclerc, američki M1 Abrams i njemački Leopard 2. 
Na testiranju je postigao najviše direktnih pogodaka. Kao glavni nedostatak na tenku navedeni su loš sustav upravljanja paljbom zbog čega je tenk imao najsporiju paljbu od svih tenkova na testu. U konačnici tenk je rangiran na zadnjem mjestu od svih tenkova.
Kasnije je tvrtka Vickers Defence Systems dizajnirala poboljšani Challenger 2. Taj tenk imao je znatno više mogućnosti. Nasljednik se temelji na istom MVEE trupu, ali s novim Mk 7 dizajnom, kupolom i Chobham oklopom.
Također, izrađena je i Challenger Marksman SPAAG inačica s Marksman kupolom.

## Operativna uporaba
Prvi primjerci tenka odmah su poslani britanskim vojnim postrojbama u Zapadnoj Njemačkoj.
180 Challenger 1 tenkova bilo je raspoređeno u Saudijskoj Arabiji tokom operacije Granby, britanske vojne operacije tijekom Zaljevskog rata. Challenger 1 je tokom tog rata potvrdio uništenje 300 protivničkih oklopnih vozila, bez vlastitih gubitaka. Također, isti tenk je u vojnoj povijesti rekorder po najvećoj udaljenosti s koje je tenk pogodio i uništio protivnički tenk. Tako je Challenger 1 uništio irački tenk na udaljenosti od 5,1 km.
Britanska vojska koristila je tenk i u Bosni i Hercegovini te na Kosovu u okrilju NATO snaga, tokom operacije Joint Guardian.

## Korisnici
- Ujedinjeno Kraljevstvo: u britanskoj vojsci je Challenger 1 zamijenjen s Challenger 2 tenkom. Tenk se koristio u vojnim redovima kao što su:
  - 13. i 8. Hussars
  - 14. i 20. Kings Own Hussars
  - 2. Kraljevska tenkovska pukovnija
  - Royal Scots Dragoon Guards

- Jordan: jordanska vojska koristi 392 Challenger 1 tenka koji su nadograđeni na Challenger 2 standard. Postoje višestruke lokalne varijante tenka. Tamošnji tenkovi poznati su pod nazivom al-Hussein.

## Vanjske poveznice
- Globalsecurity.org
- Battletanks.com  Arhivirana inačica izvorne stranice od 7. ožujka 2001. (Wayback Machine)
- Historyofwar.org
- Tanks-alot.co.uk